# San Andrés Ixtlán
San Andrés Ixtlán är en ort i Mexiko.   Den ligger i kommunen Gómez Farías och delstaten Jalisco, i den södra delen av landet, 500 km väster om huvudstaden Mexico City. San Andrés Ixtlán ligger 1 546 meter över havet och antalet invånare är 4 848.
Terrängen runt San Andrés Ixtlán är lite bergig. Runt San Andrés Ixtlán är det ganska tätbefolkat, med 144 invånare per kvadratkilometer. Närmaste större samhälle är Ciudad Guzmán, 12,8 km söder om San Andrés Ixtlán. I omgivningarna runt San Andrés Ixtlán växer huvudsakligen savannskog.